# Веснівка (зупинний пункт)
Весні́вка — пасажирський залізничний зупинний пункт Тернопільської дирекції Львівської залізниці на неелектрифікованій лінії Березовиця-Острів — Ходорів між станціями Денисів-Купчинці (7 км) та Козова (10 км). Розташований в селі Веснівка Тернопільського району Тернопільської області.

## Пасажирське сполучення
На зупинному пункті Веснівка зупиняються приміські дизель-поїзди сполученням Тернопіль — Підвисоке / Ходорів.